# Малькольм Синклер

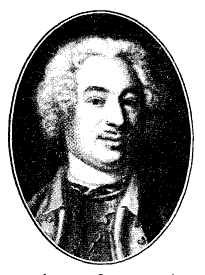
Малькольм Синклер

Малькольм Сінклер (швед. Malcolm Sinclair; 1691 — 17 червня 1739) — шведський граф, майор.

## Біографія
Належав до шотландського роду, представники якого влаштувалися у Швеції в XVII столітті.
У віці 18 років брав участь у російському поході Карла XII і під Полтавою потрапив у полон. Утримувався в Казані. Повернувся додому в 1722 році, де отримав чин лейтенанта.
У 1737 році був відправлений до театру воєнних дій, що велися тоді між Росією і Туреччиною, для того, щоб зібрати для шведського уряду достовірні відомості про хід війни.
У липні 1738 році Сінклера, який до цього часу вже отримав чин майора Уппландського полку і став членом Таємного комітету, знову відправляють в Туреччину, щоб доставити шведським міністрам в Константинополі дублікати депеш, що стосувалися укладення шведсько-турецького військового союзу.
І хоча від'їзд готувався в суворій таємниці, про нього стало відомо російському послові в Стокгольмі М. П. Бестужеву, який запропонував російському уряду «анлевувать» Сінклера, а потім пустити слух, що на нього напали гайдамаки. Цим заходом він сподівався перешкодити укладанню спрямованого проти Росії союзу.
Однак Сінклер зумів успішно дістатися до Константинополя. На початку квітня 1739 року він вирушив до Швеції, везучи з собою листа від султана, великого візира і шведських послів. Крім того, він мав при собі боргові розписки, які Карл XII видав турецькому уряду під час свого перебування в Туреччині.
Через загрози нападу, його до кордону австрійських володінь супроводжував спочатку турецький, а потім польський ескорт. 17 червня 1739 року у декількох милях від Бреслау, між містечками Нейштадт і Грюнберг, його наздогнали два російських офіцера — капітан Кутлер і поручик Левицький, яким Мініх наказав його «перейняти». В результаті, Сінклер був убитий, а документи, які він віз, вилучені.
Французький купець Кутурьє, що їхав разом з Сінклером, був доставлений в Дрезден, де його тримали деякий час під замком, але потім випустили, заплативши в якості компенсації 500 дукатів. Відправившись в Стокгольм, той став головним свідком у ході розслідувань, організованих шведськими та австрійськими властями.
Російський уряд всіляко відхрещувалося від причетності до цього злочину. Російські офіцери, які вбили Сінклера, були заслані в Сибір, проте в 1743 році при Єлизаветі Петрівні вони були підвищені в чині і переведені в Казань.
У Швеції це вбивство викликало хвилю обурення і стало одним з приводів для початку російсько-шведської війни 1741—1743 років. Андерсом Уделем була складена так звана «Пісня про Синклера» (Sinclairsvisan), в якій він описував, як Карл XII приймає на Єлисейських полях Малькольма Синклера, і закликав помститися Росії.